# Martina Bircher
Pour les articles homonymes, voir Bircher.
Martina Bircher, née le 13 avril 1984 à Zurich (originaire de Sins), est une personnalité politique suisse du canton d'Argovie, membre de l'Union démocratique du centre (UDC).
Elle siège au Conseil national de décembre 2019 à décembre 2024. Elle est membre du Conseil d’État du canton d'Argovie depuis 2025, à la tête du département de la formation, de la culture et du sport. 

## Biographie
Martina Bircher naît le 13 avril 1984 à Zurich, d'un père restaurateur, boucher de formation, et d'une mère au foyer. Elle est originaire de Sins, dans le canton d'Argovie (AG).
Fille unique, elle grandit à Niederwil (AG). Après un apprentissage d'employée de commerce et une maturité professionnelle, elle étudie l'économie d'entreprise à la Haute école spécialisée du Nord-Ouest de la Suisse tout en cumulant quatre emplois. Elle devient chef de projet dans le développement du contrôle stratégique à La Poste en 2014,. Elle travaille en tant qu'indépendante depuis 2019.
Elle est célibataire, en couple depuis 2011 avec un expert en conseil financier, Fabian Meyer. Ils ont un fils, né en 2018. La famille habite à Aarburg depuis 2012,.

## Parcours politique
Elle adhère à l'UDC à l'âge de 19 ans.
Moins d'un an après son arrivée à Aarburg, elle est élue à l'exécutif de la commune en juin 2013 avec seulement 9 voix de plus que son concurrent du Parti libéral-radical. Elle y siège depuis 2014 et en est vice-présidente depuis 2018. Responsable du social et de la santé, elle se distingue notamment en privatisant presque complètement les services d'aide et de soins à domicile.
Elle siège au Grand Conseil du canton d'Argovie de 2017 à 2019. Elle est élue avec le troisième meilleur score du canton.
En 2019, elle est élue au Conseil national. Elle siège à la Commission des institutions politiques (CIP). Elle est réélue en 2023.
Elle est élue en octobre 2024 dès le premier tour au Conseil d’État du canton d'Argovie. Elle permet à son parti l'UDC de conserver ses deux sièges au gouvernement. Elle prend ses fonctions en 2025 et est responsable du Département de la formation, de la culture et du sport. 

### Positionnement politique
Connue pour sa ligne dure sur les questions d'aide sociale et de réfugiés, qui la conduit notamment à demander un contrôle des naissances pour les familles de requérants d'asile, elle se distingue de son parti par une position libérale sur les thèmes de société, notamment la politique familiale, et le mariage entre personnes de même sexe.